# Narbona
Narbona (en francés Narbonne) es una comuna y ciudad francesa del departamento de Aude, en la región de Occitania, al sur del país. La comuna es atravesada por el canal de la Robine, declarado patrimonio de la humanidad por la Unesco. Es la ciudad más poblada del departamento de Aude, con 52 855 (2014) habitantes, y la villa central de una comunidad de 121 863 habitantes, la Gran Narbona. Cuenta con una gran historia que se remonta a la época romana con la Galia Narbonense. Su gentilicio es narbonense.

## Historia
Los romanos fundaron en 118 a. C. una colonia romana llamada colonia Narbo Martius. Estaba situada en la vía Domitia, el primer camino romano en la Galia, que permitía enlazar la península itálica e Hispania.

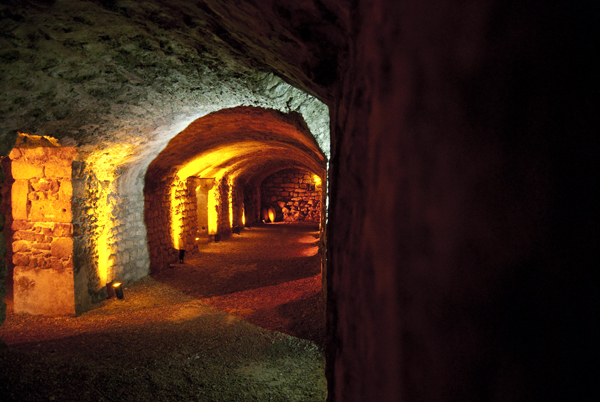
Horreum-Narbonne, o almacén subterráneo romano

Narbona era la capital de la Narbonense, provincia romana creada en la misma época. Fue hasta el fin del Imperio romano de Occidente una de las ciudades más importantes de la Galia con una superficie de más de 2 km².
A pesar de haber resistido un asedio visigodo en 436, Narbona fue integrada en 462 en el reino visigodo de Tolosa. Perteneció a dicho reino hasta 719, cuando fue ocupada por los musulmanes que venían de la península ibérica, que permanecerían hasta el 759. Dicho año la población local aniquiló a la guarnición musulmana y entregó la ciudad a los francos, a cambio de conservar sus leyes consuetudinarias. Después de esta fecha Narbona quedó definitivamente dentro del reino de los francos.
Hasta la Edad Media Narbona era gobernada por dos señoríos: el arzobispado y el vizcondado.

## Demografía
| 9 050 | 9 086 | 9 464 | 9 940 | 11 907 | 10 762 | 11 427 | 13 066 | 14 300 | 16 062 | 17 172 | 17 266 | 19 968 | 28 134 | 29 702 | 29 566 | 27 824 | 28 852 | 27 039 | 28 173 | 28 956 | 29 841 | 31 909 | 30 047 | 29 975 | 32 060 | 33 891 | 38 441 | 39 342 | 41 565 | 45 849 | 46 510 | 51 306 |
| Para los censos de 1962 a 1999 la población legal corresponde a la población sin duplicidades (Fuente: INSEE [Consultar]) |       |       |       |        |        |        |        |        |        |        |        |        |        |        |        |        |        |        |        |        |        |        |        |        |        |        |        |        |        |        |        |        |

## Administración
Narbona es la capital de tres cantones:
- El cantón de Narbona Este está formado por una parte de Narbona (16 851 habitantes).
- El cantón de Narbona Oeste está formado por una parte de Narbona y de los municipios de Bizanet, Canet, Marcorignan, Montredon-des-Corbières, Moussan, Névian, Raissac-d'Aude y por Villedaigne (21 459 habitantes).
- El cantón de Narbona Sur está formado por una parte de Narbona y por el municipio de Bages (16 043 habitantes)

## Monumentos y lugares turísticos
- La construcción de la catedral de San Justo y San Pastor fue iniciada en 1272 fecha en la que se puso la primera piedra de la catedral. La construcción finalizó en 1355 con la invasión del príncipe Negro. Jamás se terminó su construcción. Sus 41 metros, la convierten en la tercera catedral más alta de Francia solo por detrás de la de Amiens y Bourges. Es de estilo gótico y reemplaza a una iglesia del siglo IV ubicada en el mismo lugar.
- En el centro de la plaza del Ayuntamiento, se puede ver la antigua Vía Domitia en el estado que quedó a final del siglo IV. Es un vestigio de la primera gran ruta romana, trazada en la Galia a partir del 120 a. C. por el procónsul Cneo Domicio Enobarbo, dos años antes de la fundación de la colonia Narbo Martius, primera colonia romana en la Galia. La via Domitia unía la Italia y la España romanas. En Narbona, la Via Domitia se encontraba con la Vía Aquitania, abierta en dirección al Atlántico por Toulouse y Burdeos, prueba del papel de ciudad encrucijada que tenía la ciudad. Los vestigios descubiertos el 7 de febrero de 1997 presentan una parte de la caliza dura con la que estaba hecha, marcada por profundos carriles. La Vía Domitia está bordeada por una acera y en la base hay una fuente.
- El Palacio de los Arzobispos destaca por tener varias torres. El torreón Gilles Aycelin de finales del siglo XIII y principios del siglo XIV y la Torre San Marcial y de la Madeleine del siglo XIII, que incluye el palacio viejo de origen románico y el palacio nuevo de estilo gótico alterado, construido entre los siglos XII y XIII. Desde el siglo XIX acoge al ayuntamiento, el Museo de Arte y el Museo Arqueológico.
- La ciudad también cuenta con el Horreum Romano, el Mercado de moda Baltard, el Mercado Les Halles, el Museo Lapidario y la Casa natal de Charles Trenet.

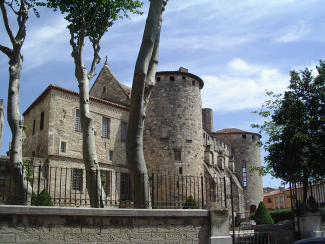
Palacio Nuevo de Narbona, conjunto monumental formado por la Catedral de San Justo y San Pastor y el Palacio de los Arzobispos.
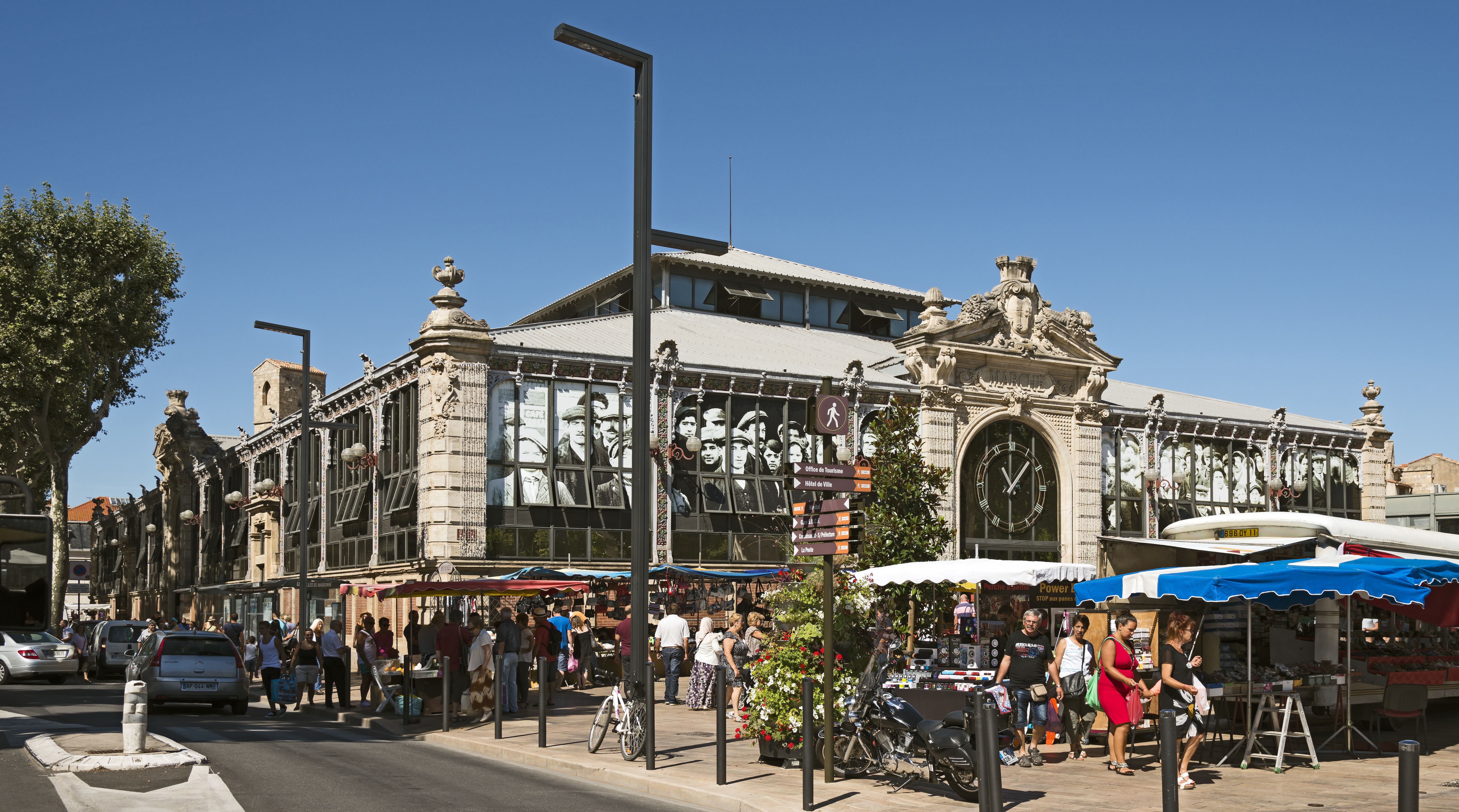
Mercado municipal de la Narbone llamado Les Halles.
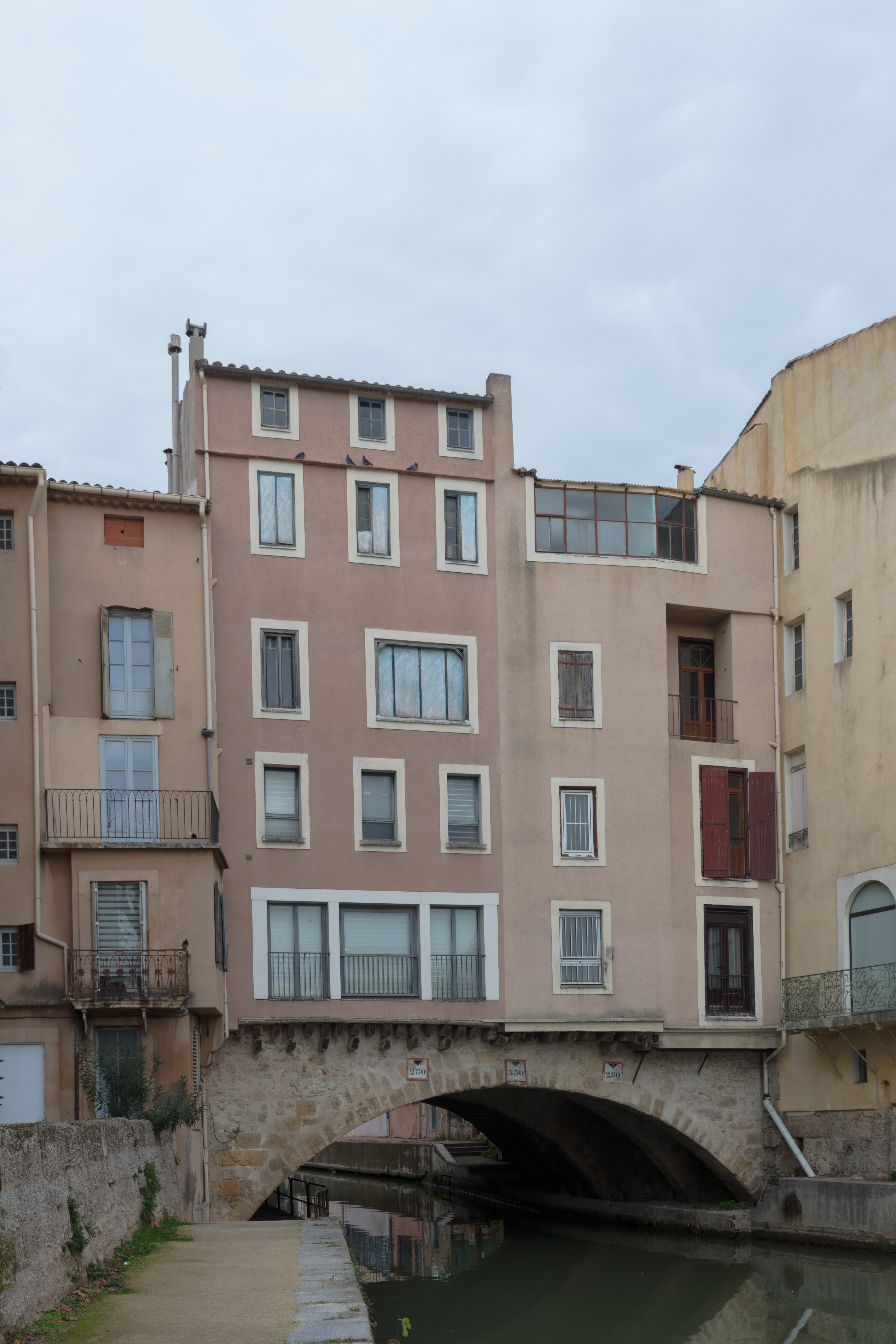
Puente de los Mercaderes.
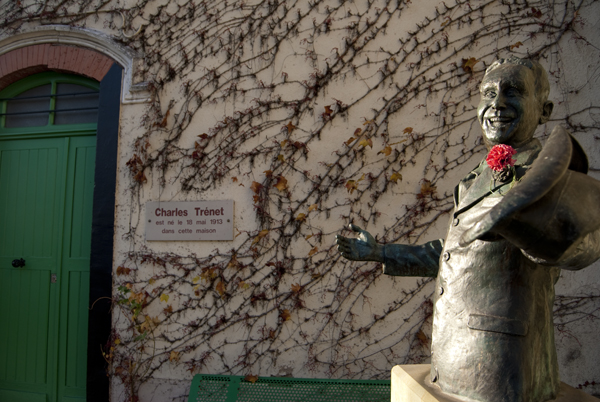
Casa natal de Charles Trenet.

## Ciudades hermanadas
Narbona están hermanadas con las siguientes ciudades:
- Aosta (Italia)
- Grosseto (Italia)
- Salford (Reino Unido)
- Weilheim de Oberbayern (Alemania)